# Глорія Белл
Глорія Белл (англ. Gloria Bell) — американська комедійна драма 2018 року режисера Себастьяна Леліо. Англомовний рімейк чилійського фільму «Глорія» 2013 року, режисером якого теж був Себастьян Леліо. Ролі зіграли Джуліанна Мур, Джон Туртурро, Майкл Сера тощо. Світова прем'єра фільму відбулася на Міжнародному кінофестивалі в Торонто 7 вересня 2018 року та вийшов у кінотеатрах США 8 березня 2019 року компанією A24.

## Сюжет
Глорія Белл — розлучена жінка середнього віку, що працює в страховій компанії й не спілкується зі своїми дорослими дітьми так часто, як їй хотілося б. Удома вона потерпає через галасливу сусідку зверху і таємничу лису кішку, яка періодично вдирається до її квартири, тому вільний час Глорія воліє проводити за келихом вина і танцями в нічних клубах. Одного разу вночі жінка зустрічає недавно розлученого Арнольда, який управляє тематичним парком. Коли Глорія запрошує його познайомитися з сім'єю на дні народження її сина, чоловік раптово зникає, але через деякий час з'являється знову, щоб спробувати помиритися. Він відвозить жінку в розкішний готель в Лас-Вегасі, проте знову зникає з її життя.

## У ролях
| Актор           | Роль                                    |
| --------------- | --------------------------------------- |
| Джуліанн Мур    | Глорія Белл                             |
| Джон Туртурро   | Арнольд                                 |
| Майкл Сера      | Пітер (син Глорії)                      |
| Карен Пісторіус | Карен (донька Глорії)                   |
| Бред Гарретт    | Дастін Мейсон (колишній чоловік Глорії) |
| Джинн Тріплгорн | Фіона Мейсон (дружина Дастіна)          |
| Ріта Вілсон     | Вікі (подруга Глорії)                   |
| Кріс Малкі      | Чарлі                                   |
| Барбара Сукова  | Мелінда                                 |
| Аланна Убач     | Вероніка                                |
| Тайсон Ріттер   | сусід                                   |
| Кассі Томсон    | Вірджинія                               |
| Шон Астін       | Джеремі                                 |
| Голланд Тейлор  | Гілларі Белл (мати Глорії)              |